# Hemeroblemma clarilinea
Hemeroblemma clarilinea là một loài bướm đêm trong họ Erebidae.